# 伊科·阿吉拉尔
弗朗西斯科·哈维尔·阿吉拉尔·加西亚（英語：Francisco Javier Aguilar García，1949年3月26日—2020年5月11日），昵称伊科（Ico），西班牙男子足球运动员，司职前鋒。

## 生平
1949年生于西班牙北部坎塔布里亚自治区桑坦德市，早年加入当地球队桑坦德競技。1968年转为职业球员，1970年帮助球队晋升至西乙。1971年，他与西甲球队皇家马德里签约。在第一个赛季，他打完31场比赛（其中28场为首发），攻入6球，获得联赛冠军.同赛季亦参加欧足联欧洲联赛，但在第二圈被淘汰。1971年至1973年，他曾代表西班牙國家足球隊出场3次。1971年11月，在格拉纳达举行的1972年欧洲足球锦标赛预选赛中对阵塞浦路斯，在中场时替换阿马罗，并攻入1球，最终以7比0获胜。
1971至1979年效力皇家马德里期间，他出战190次，帮助球队赢得5次西甲冠军和两次國王盃冠军。1979年夏，他加盟希洪體育，2个赛季打入6球。
1983年6月退役。1989年至1991年，执教阿尔卡拉皇家社会俱乐部。2002年，执教洛格罗涅斯。2020年5月11日因癌症在马德里去世。